# Anthony Zerbe
Anthony Jared Zerbe (* 20. Mai 1936 in Long Beach, Kalifornien) ist ein US-amerikanischer Schauspieler.

## Karriere
Nach seinem Militärdienst bei der US-Marine studierte Zerbe an der Schauspielschule von Stella Adler in New York City.
Zerbe steht seit 1963 vor der Kamera und ist vor allem durch zahlreiche Auftritte in Fernsehserien bekannt, in denen er oft als Bösewicht besetzt wurde. Zu seinen bekanntesten Kinoauftritten gehören seine Rollen als Gegenspieler von Charlton Heston in dem apokalyptischen Film Der Omega-Mann (1971), als Admiral Dougherty in Star Trek: Der Aufstand (1998) und als Councillor Harmann in den Filmen Matrix Reloaded und Matrix Revolutions (beide 2003). Außerdem war er im Jahr 1989 in der Rolle des Milton Krest, einem Geschäftspartner und Handlanger des Antagonisten im Film James Bond "Licence to Kill" zu sehen. Für das Fernsehen verkörperte er 1986 den Bürgerkriegsgeneral und späteren US-Präsidenten Ulysses S. Grant in der Serie Fackeln im Sturm. 1976 erhielt er einen Emmy für seine Nebenrolle als Polizeileutnant in der Krimiserie Harry O.
Anthony Zerbe trat zudem in zahlreichen Theaterstücken auf. 1990 gründete er zusammen mit Josh Brolin das Theaterfestival Reflections in Rochester, New York, das sich neuen Stücken widmet und dessen künstlerischer Leiter er fünf Jahre lang war.
Anthony Zerbe ist seit 1962 mit Arnette Jens verheiratet, die als Schauspielerin und Malerin hervorgetreten ist. Sie haben einen Sohn und eine Tochter.

## Filmografie (Auswahl)
- 1967–1971: Kobra, übernehmen Sie (Mission: Impossible) (Fernsehserie, 5 Episoden)
- 1968: Der Verwegene (Will Penny)
- 1969–1975: Mannix (Fernsehserie, 4 Episoden)
- 1970: Die Glut der Gewalt (The Liberation of L. B. Jones)
- 1970: Verflucht bis zum jüngsten Tag (The Molly Maguires)
- 1971: Der Omega-Mann (The Omega Man)
- 1972: Das war Roy Bean (The Life and Times of Judge Roy Bean)
- 1973: Massenmord in San Francisco (The Laughing Policeman)
- 1973: Die Straßen von San Francisco (The Streets of San Francisco) (Fernsehserie, 1 Episode)
- 1973: Cannon (Fernsehserie, 3 Episoden)
- 1973: Papillon
- 1975: Fahr zur Hölle, Liebling (Farewell, My Lovely)
- 1975: Mit Dynamit und frommen Sprüchen (Rooster Cogburn and the Lady)
- 1975–1976: Harry O (Fernsehserie, 30 Episoden)
- 1977: Am Wendepunkt (The Turning Point)
- 1978: Dreckige Hunde (Who’ll Stop the Rain)
- 1978: Kiss – Von Phantomen gejagt (Kiss Meets the Phantom of the Park) (Fernsehfilm)
- 1978: Colorado Saga (Centennial) (Miniserie)
- 1978: Detektiv Rockford – Anruf genügt (The Rockford Files) (Fernsehserie, 1 Episode)
- 1980: Die erste Todsünde (The First Deadly Sin)
- 1983: Dead Zone (The Dead Zone)
- 1985: A.D. – Anno Domini (A.D.) (Miniserie)
- 1985: Ein Engel auf Erden (Highway to Heaven) (Fernsehserie, 1 Episode)
- 1986: Off Beat – Laßt die Bullen tanzen (Off Beat)
- 1986: Der Denver-Clan (Dynasty) (Fernsehserie, 2 Episoden)
- 1986: Fackeln im Sturm (North and South) (Miniserie)
- 1987: Steel Dawn – Die Fährte des Siegers (Steel Dawn)
- 1989: Die Glücksjäger (See No Evil, Hear No Evil)
- 1989–1992: The Young Riders (Fernsehserie, 67 Episoden)
- 1989: James Bond 007 – Lizenz zum Töten (Licence to Kill)
- 1989: Columbo: Tödliche Tricks (Columbo Goes to the Guillotine)
- 1994: Mord ist ihr Hobby (Murder, She Wrote) (Fernsehserie, Episode Späte Rache)
- 1997: Touch
- 1998: Star Trek: Der Aufstand (Star Trek: Insurrection)
- 2003: Matrix Reloaded (The Matrix Reloaded)
- 2003: Matrix Revolutions (The Matrix Revolutions)
- 2004: Für alle Fälle Amy (Judging Amy) (Fernsehserie, 1 Episode)
- 2013: American Hustle